# Dél (napszak)

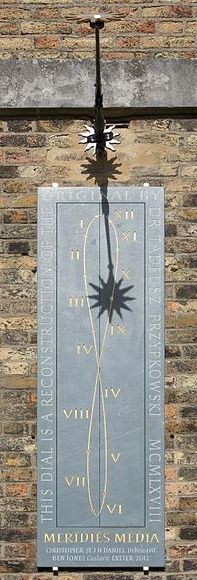
Delet jelző napóra, amelyen az időegyenlet grafikus ábrázolásának vonalán, az analemma-görbén olvasható le az évszaknak megfelelő csillagászati helyi déli idő, Royal Observatory, Greenwich, Anglia

A dél az a napszak, amikor a Nap látszólagos égi mozgásának legmagasabb pontján van. A valódi nap fogalma a Nap két egymást követő delelése között eltelt időtartam. A dél a délelőtt és a délután közé esik. Magyar nyelven nincs külön köszönés erre a napszakra, ilyenkor Jó napot (kívánok)ot szokás mondani. Az egyik teljesértékű főétkezésnek az ebédnek az időpontja rendszerint erre a napszakra esik.

## Események
Ilyenkor ebédel az emberek nagy része. Ekkor van a déli harangszó is, amely az egész keresztény világban a nándorfehérvári diadalra emlékeztet, a pápa Cum hiis superioribus annis kezdetű bullájában, a déli harangszó elrendelésével hívta fel a hívek figyelmét arra, hogy imádkozzanak a keresztes seregek győzelméért a muzulmánok hadserege felett.

## Fordítás
Ez a szócikk részben vagy egészben  a   Mittag című német Wikipédia-szócikk fordításán alapul.  Az eredeti cikk szerkesztőit annak laptörténete sorolja fel. Ez a jelzés csupán a megfogalmazás eredetét és a szerzői jogokat jelzi, nem szolgál a cikkben szereplő információk forrásmegjelöléseként.